# The Angel of the West Window
The Angel of the West Window is het tweede studioalbum dat Tangerine Dream wijdde aan klassieke werken uit de literatuur. De leider van de band Edgar Froese is de grote promotor van dat alles, maar gezien de twee werken die zijn verschenen (de eerste was The Island of the Fay) kan de inbreng van Thorsten Quaeschning niet onderschat worden. Zie zijn werk voor Picture Palace Music. The Angel of the West Window (Der Engel vom westlichen Fenster) is een occulte roman van Gustav Meyrink uit 1927. Meyrink voert daar een hoofdpersoon op die meent onsterfelijk te zijn en vindt daartoe bewijzen. Zo schat hij zichzelf in als de reïncarnatie van John Dee. Mensen om hem heen blijken ook steeds meer verbindingen te hebben met de mensen rondom John Dee.
Het album is opgenomen in de eigen geluidsstudio Eastgate in Wenen.

## Musici
- Edgar Froese – synthesizers, elektronica
- Thorsten Quaeschning – synthesizers, elektronica

## Muziek
| Nr. | Titel                                              | Duur  |
| --- | -------------------------------------------------- | ----- |
| 1.  | The mysterious gift of mankind (Froese)            | 10:29 |
| 2.  | The evening before Easter (Froese)                 | 5:50  |
| 3.  | Living in eternity (Froese)                        | 3:58  |
| 4.  | The silver boots of Bartlett Green (Quaeschning)   | 7:22  |
| 5.  | Hosanna of the damned (Froese)                     | 7:50  |
| 6.  | Dream phantom of the common man (Froese)           | 6:37  |
| 7.  | The idol of Baphomet (Quaeschning)                 | 6:31  |
| 8.  | Hoël Dhat the alchemist (Froese)                   | 7:10  |
| 9.  | The invisible seal of the holy tribe (Quaeschning) | 9:36  |

CD1: The Island of the Fay ·
CD2: The Angel of the West Window ·
CD3: Finnegans wake ·
CD4: The castle